# Dysphania poeyii
Dysphania poeyii là một loài bướm đêm trong họ Geometridae.